# Oberhof
Oberhof település Németországban, azon belül Türingiában. Lakosainak száma 1681 fő (2023. december 31.). Oberhof Gehlberg és Steinbach-Hallenberg községekkel határos.

## Fekvése
Gothától délre, a Türingiai-erdőben fekvő település.

## Története
Oberhof, a 800-835 méter magasan fekvő település ma a Türingiai-erdő egyik legnépszerűbb üdülőhelye.
A jelenlegi község helyén 1470-ben johannita menedékhely állt, amely a "der obere Hof" nevet viselte, és éjjeli szállást nyújtott a hegységen átutazóknak. 1480-ban a Gleichen grófok, majd János Frigyes választófejedelem tulajdonába került, aki vendégfogadóvá rendeztette be. 1616-ban Weimar hercege vadászlakot emeltetett a Schlossbergen, mely aztán a harmincéves háborúban tönkrement.
Oberhof még a 18. században is jelentéktelen falucska volt, ekkor épült az első temploma. 1832-ben elkészült az Ohrdrufból Oberhofon át Zella-Mehlisbe vezető út, majd 1884-ben megindult erre a vasúti közlekedés is. A község ekkor kapcsolódott be az idegenforgalomba. 1881-től 1884-ig épült a községtől délre a 3 km hosszúságú Brandleitetunnel nevű vasúti alagút, amely 600 méteres magasságban húzódik a hegygerinc alatt. Az 1800-1900-as évek fordulóján Oberhof divatos nyári és téli üdülőhellyé vált, majd a második világháború után valóságos sport- és turistaparadicsom lett mintegy 20 nagy üdülővel. Jégpályája, több ugrósánca is van.

## Galéria

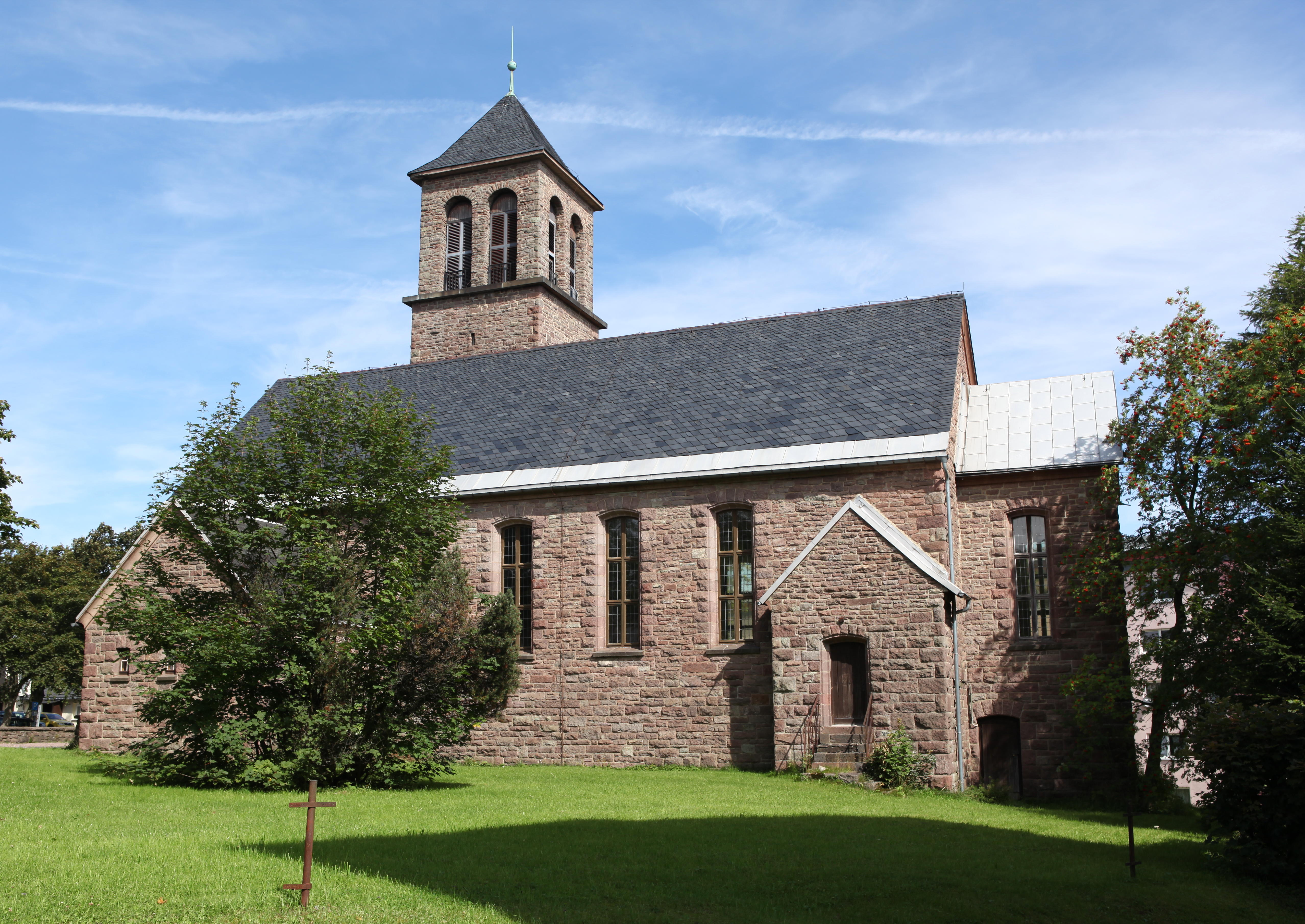
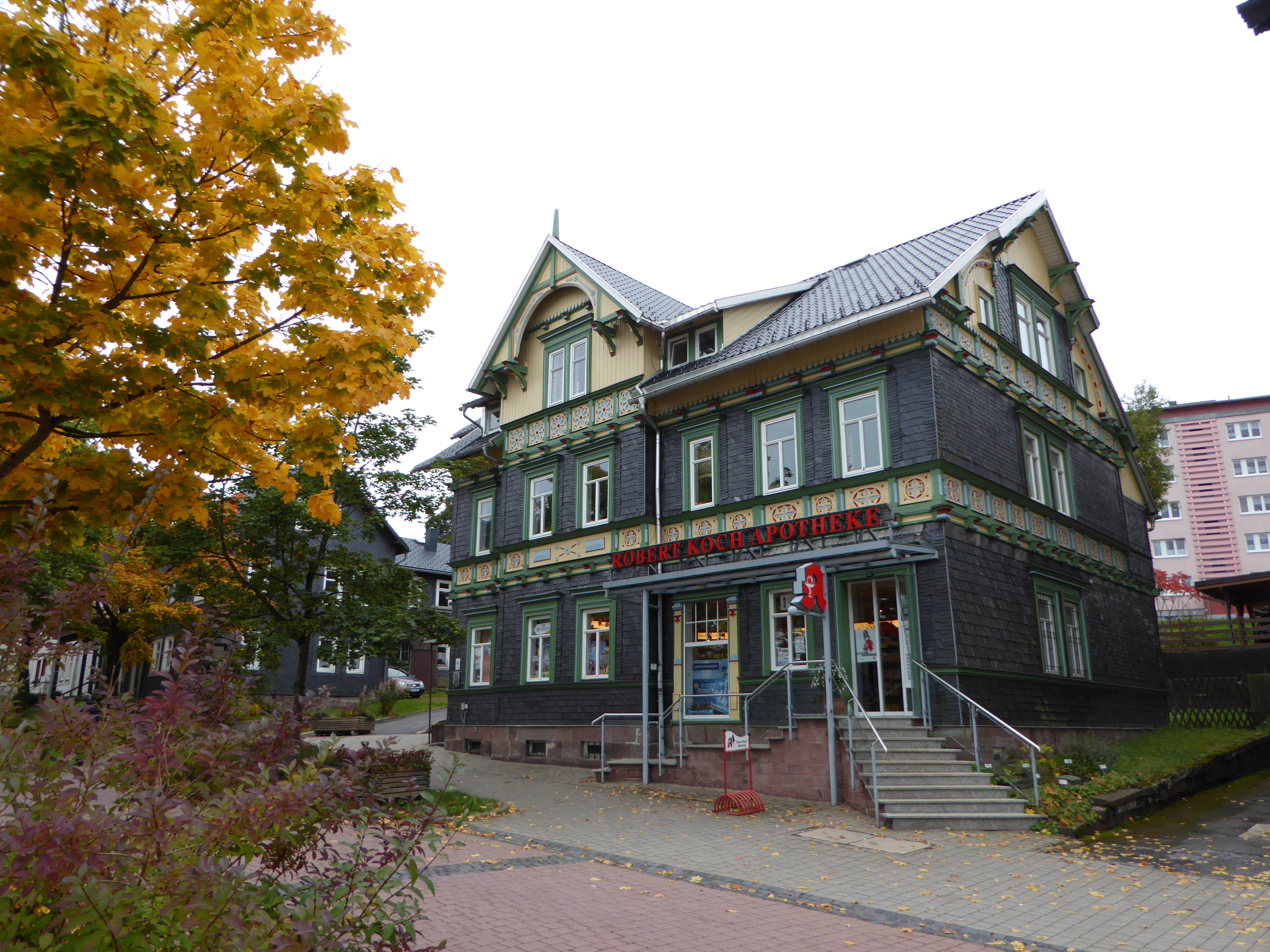
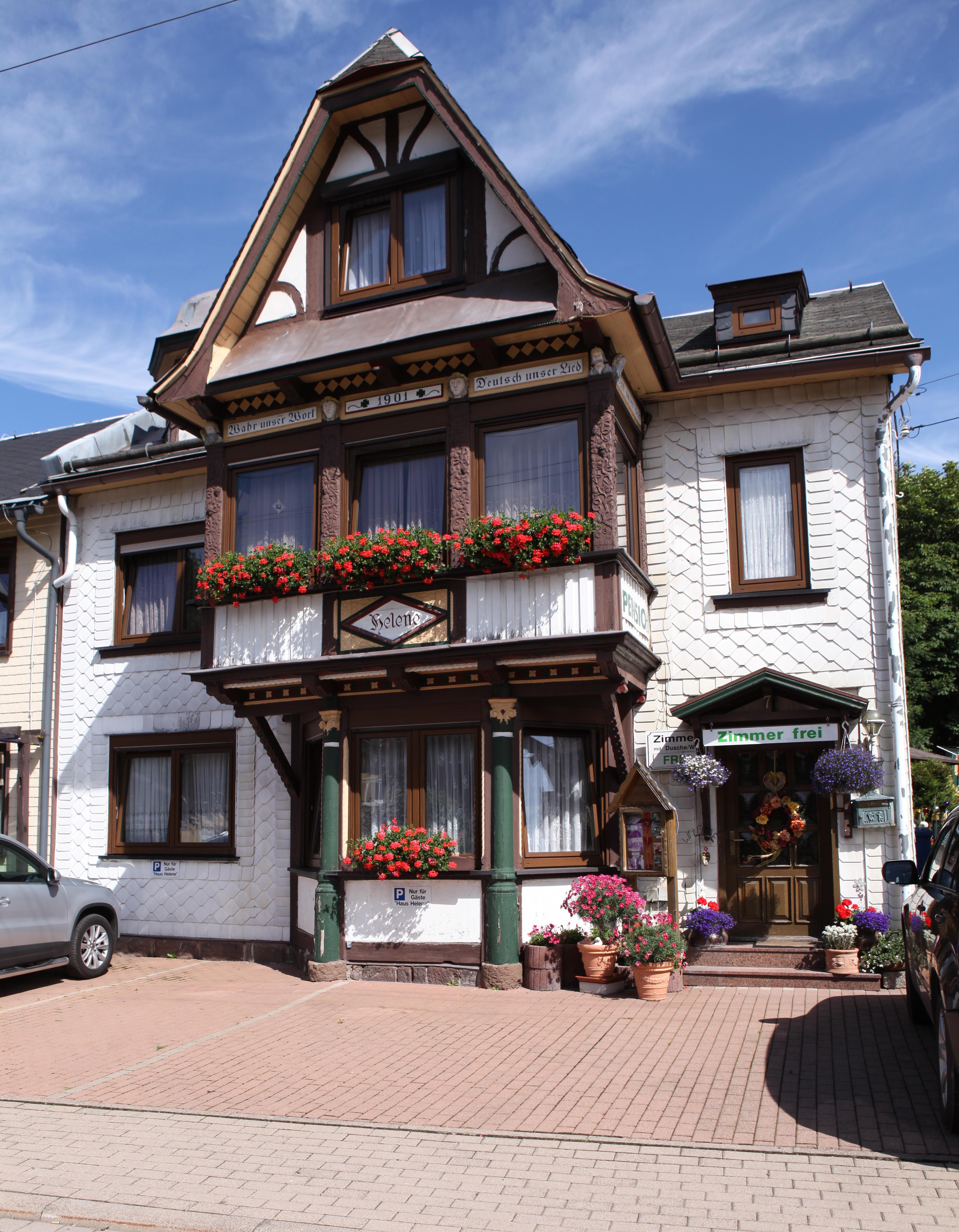
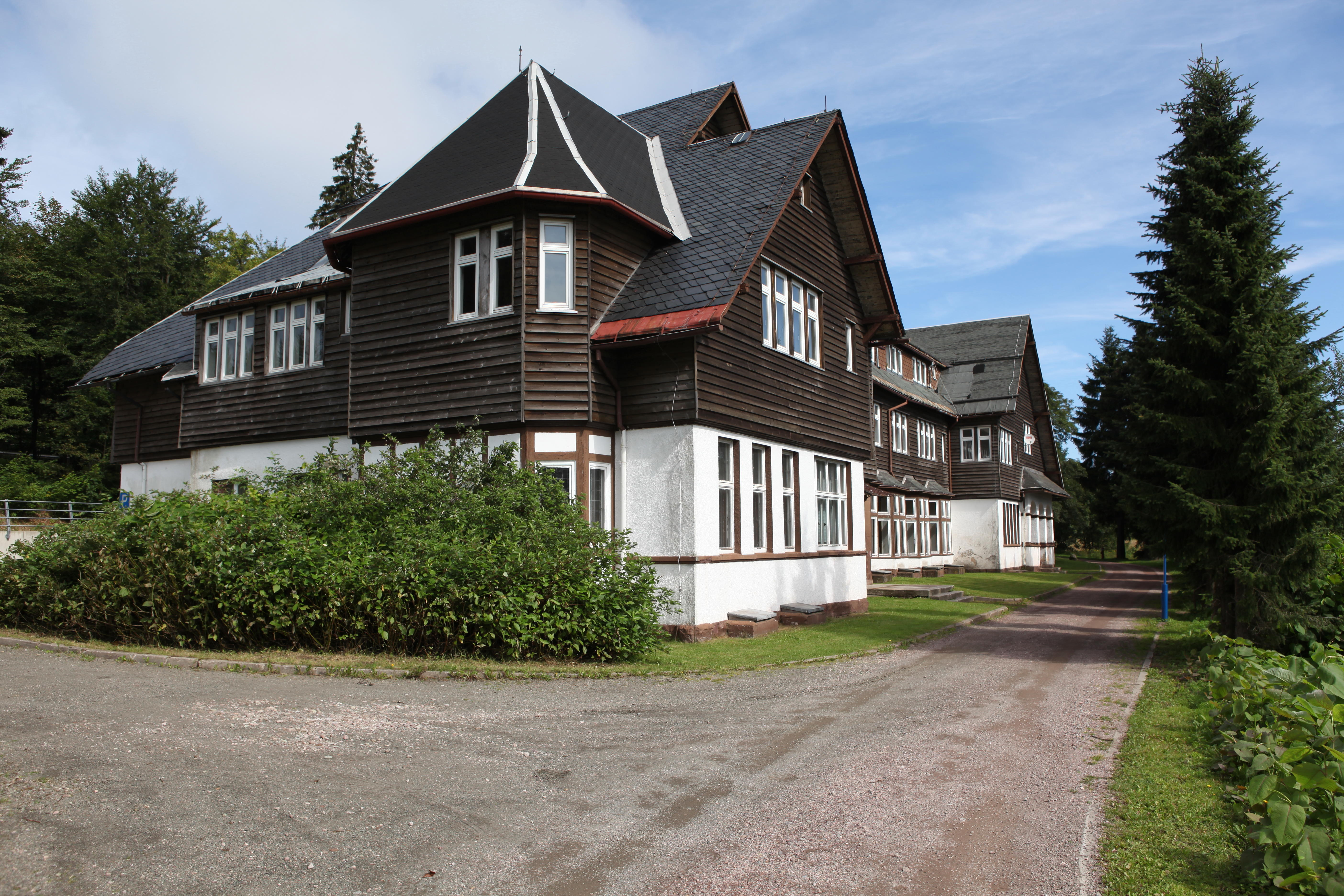
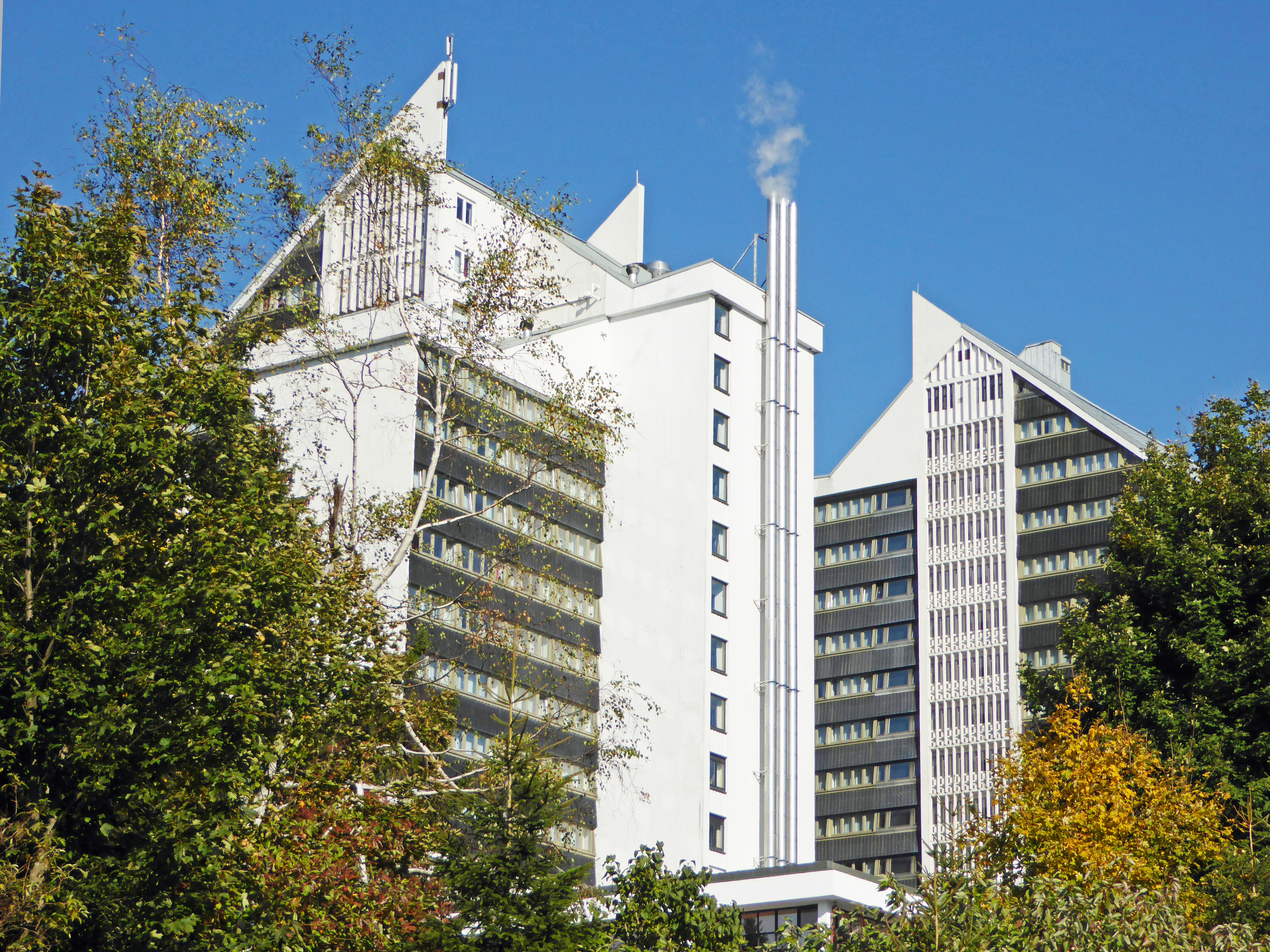
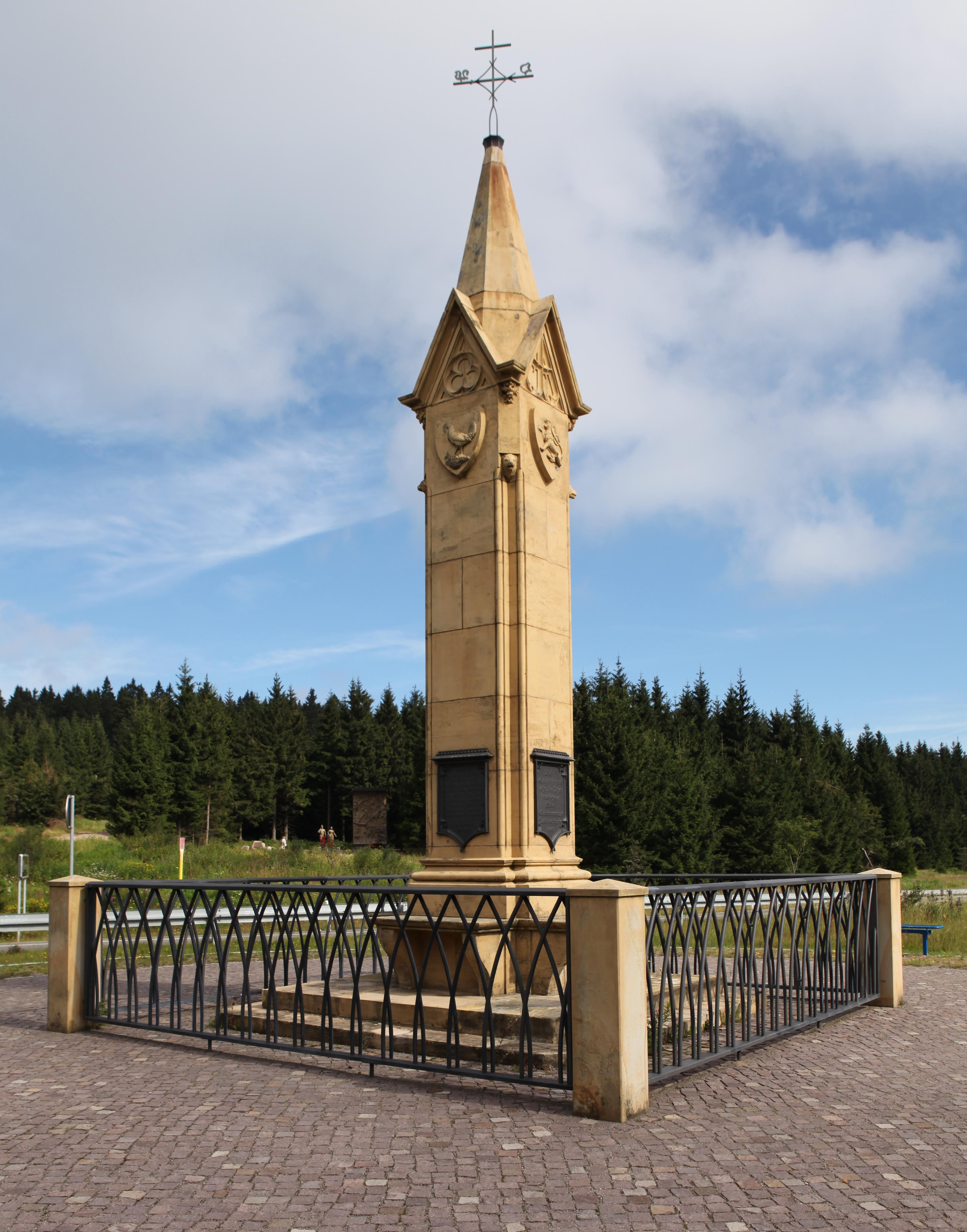
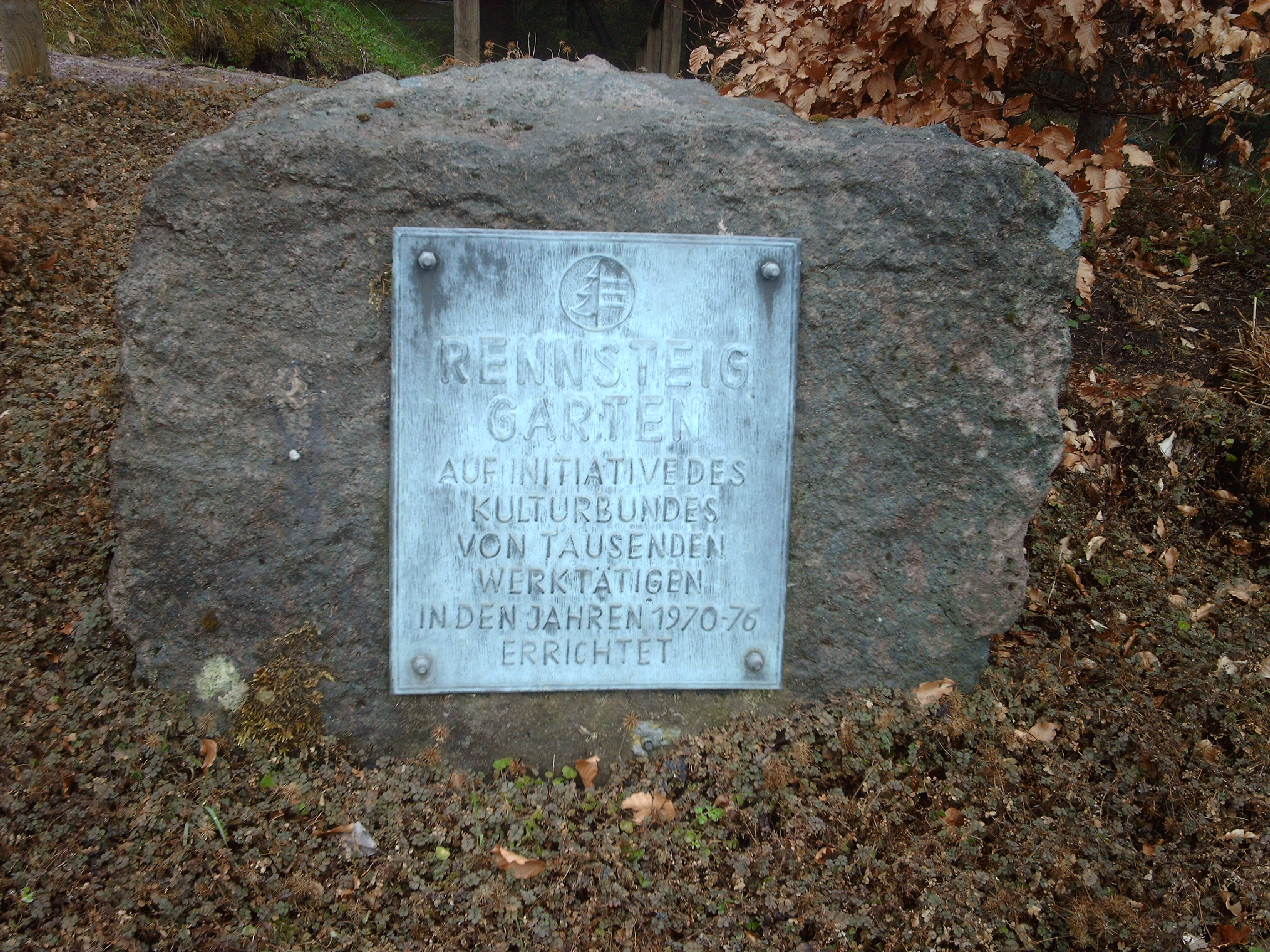
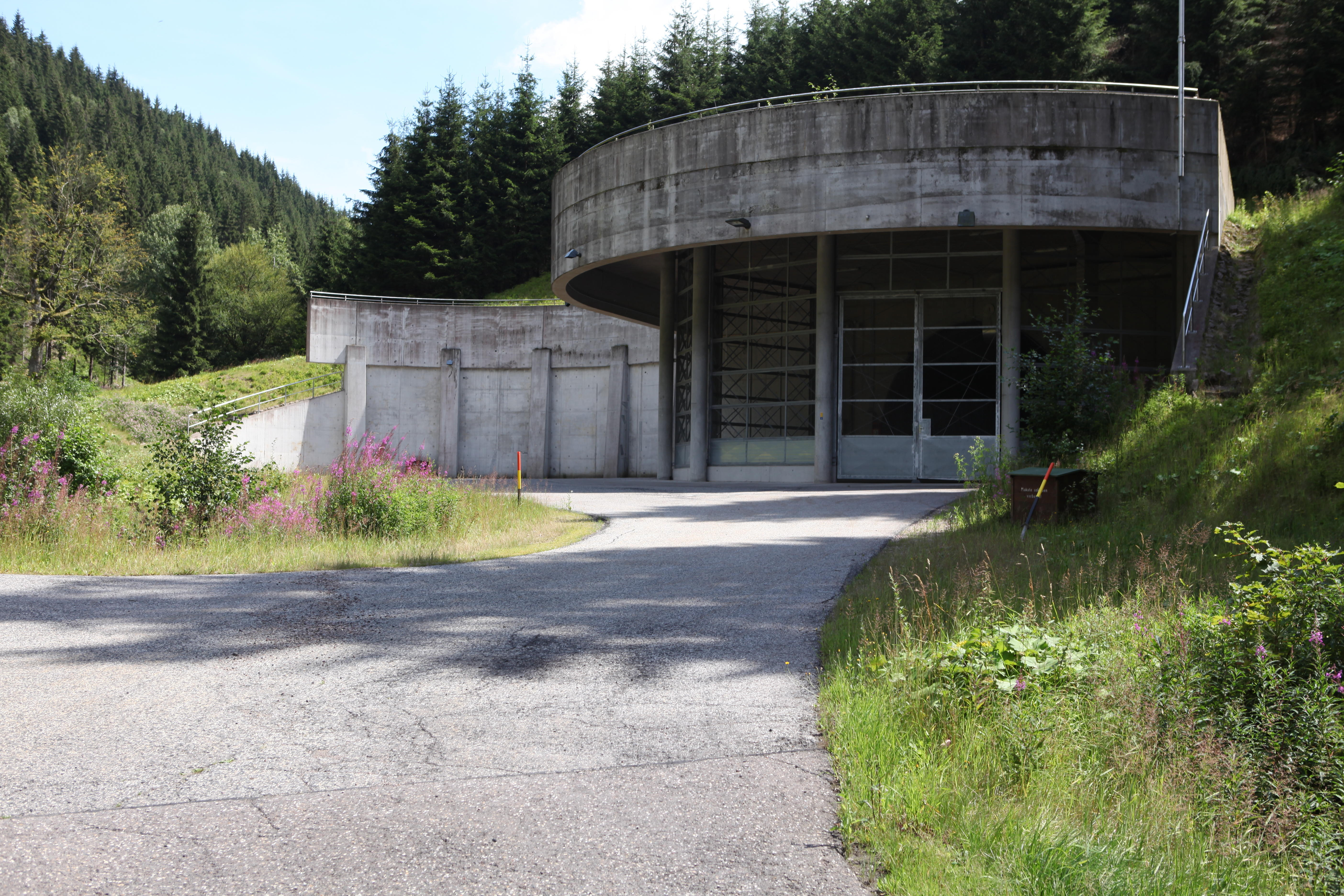
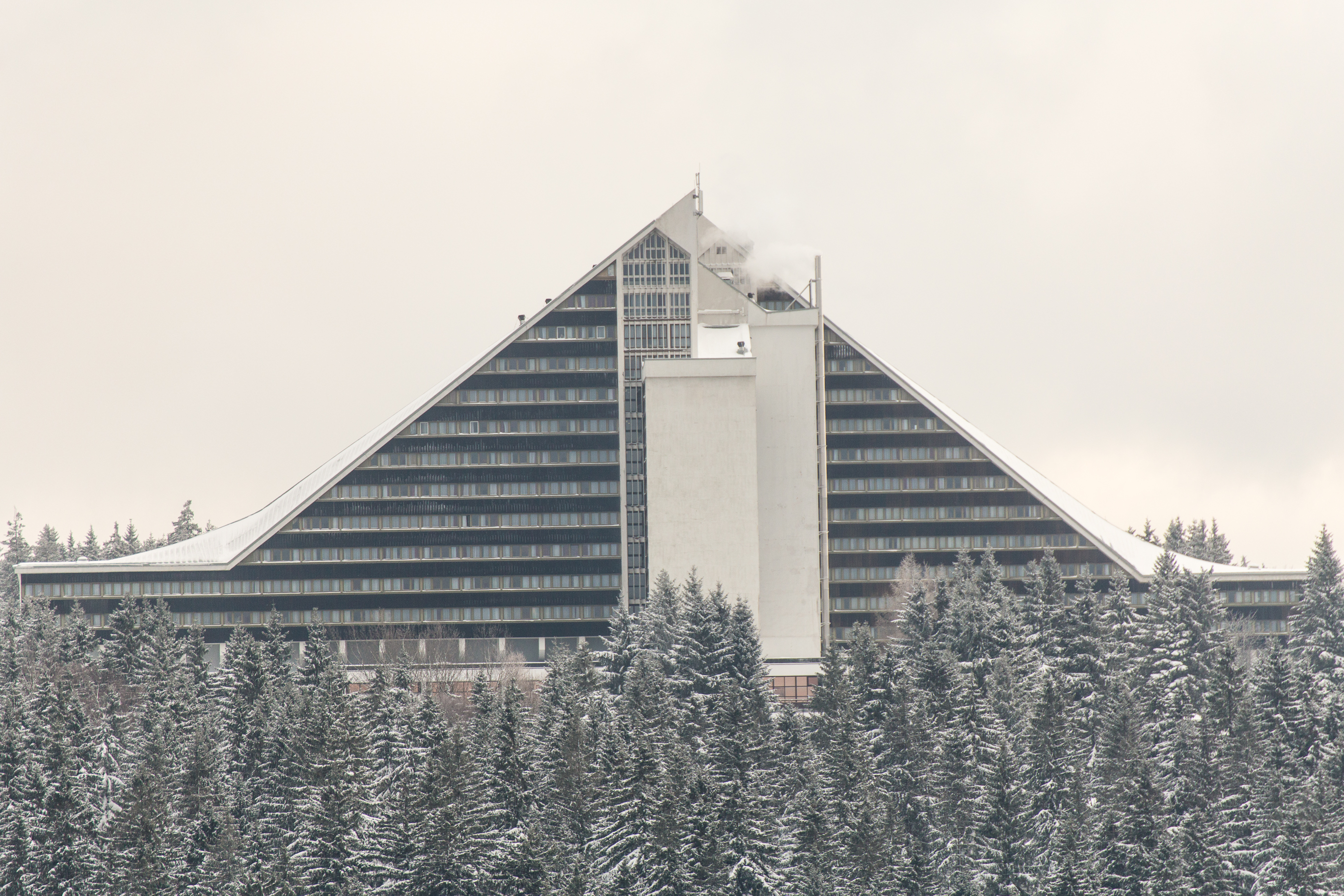
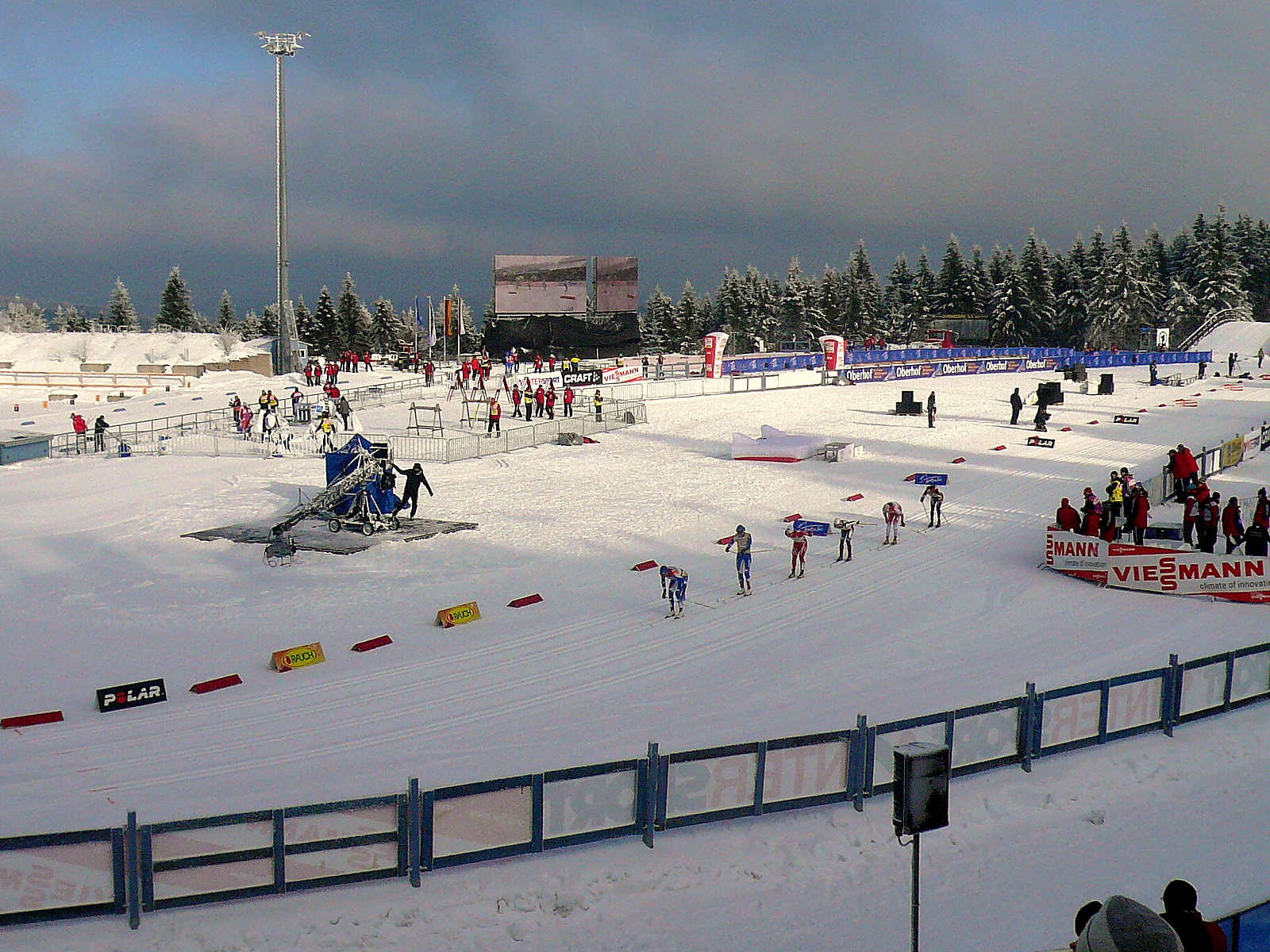
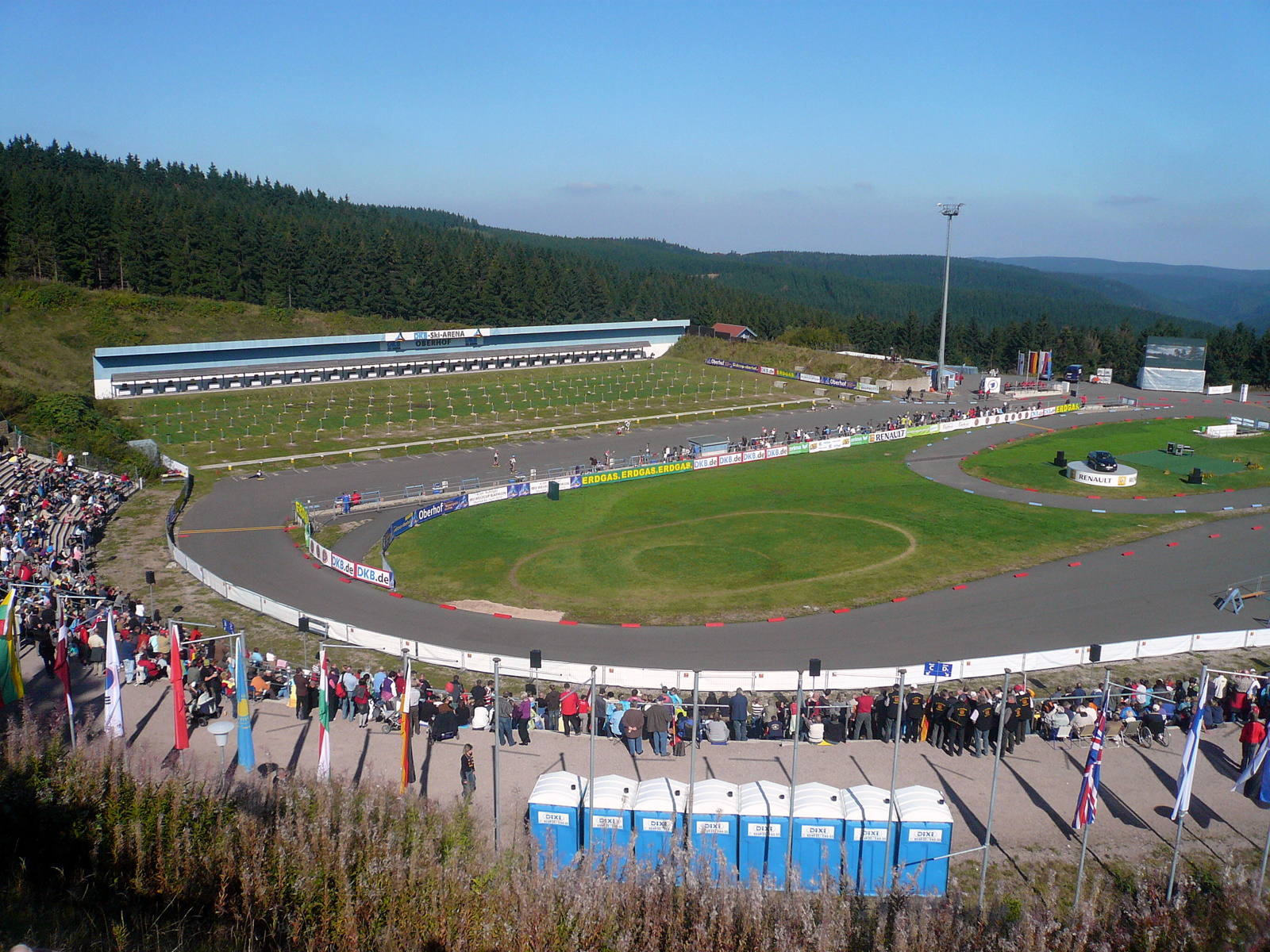
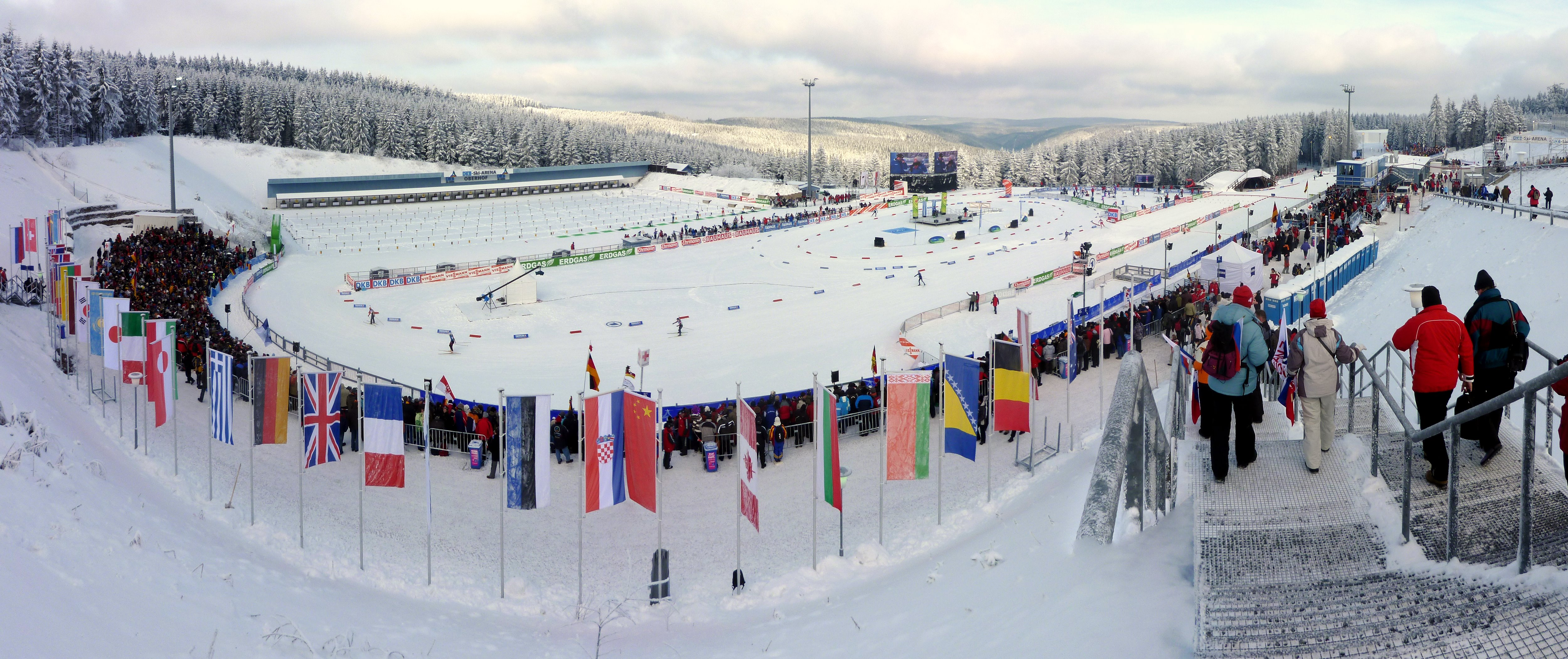
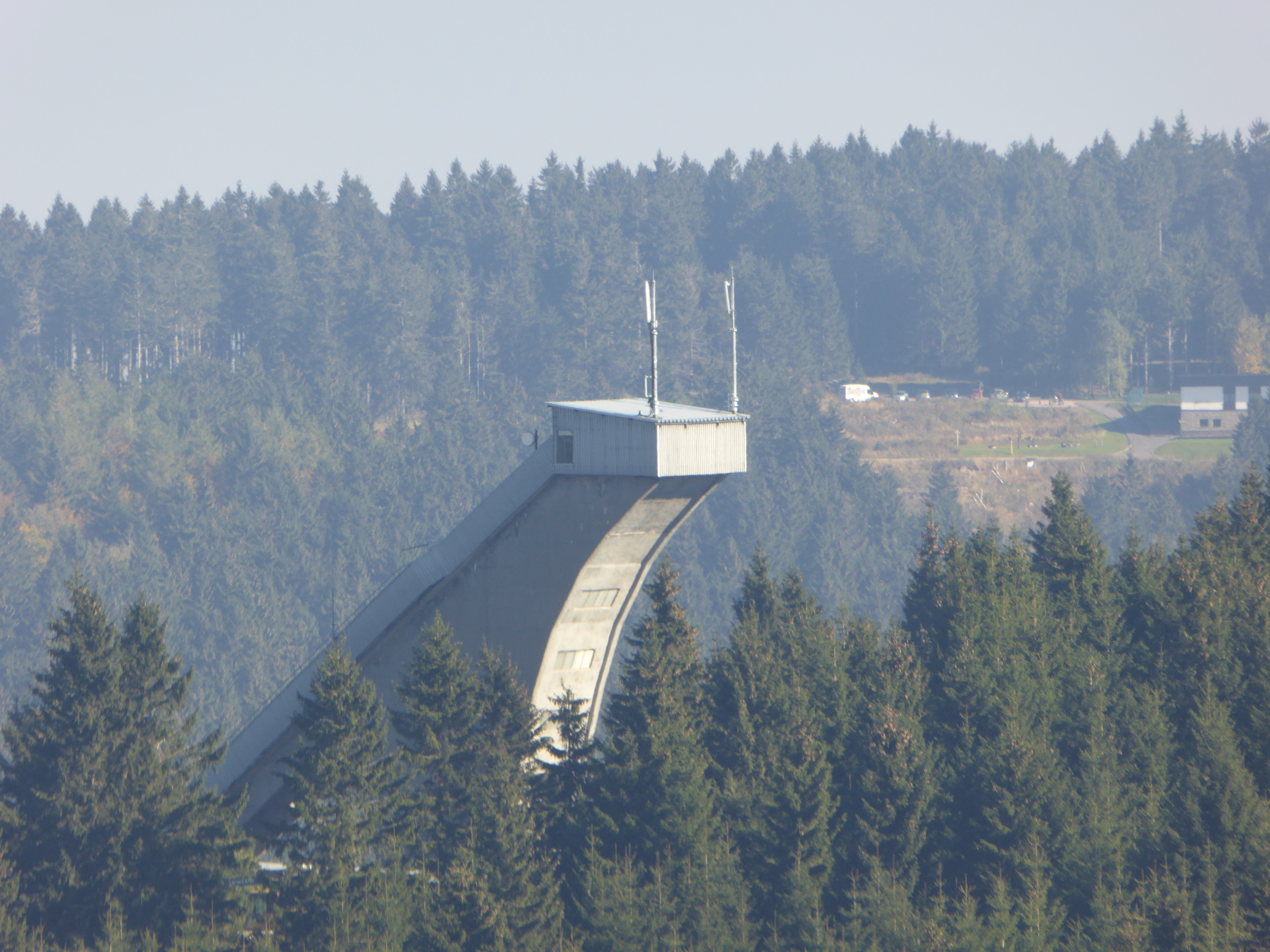
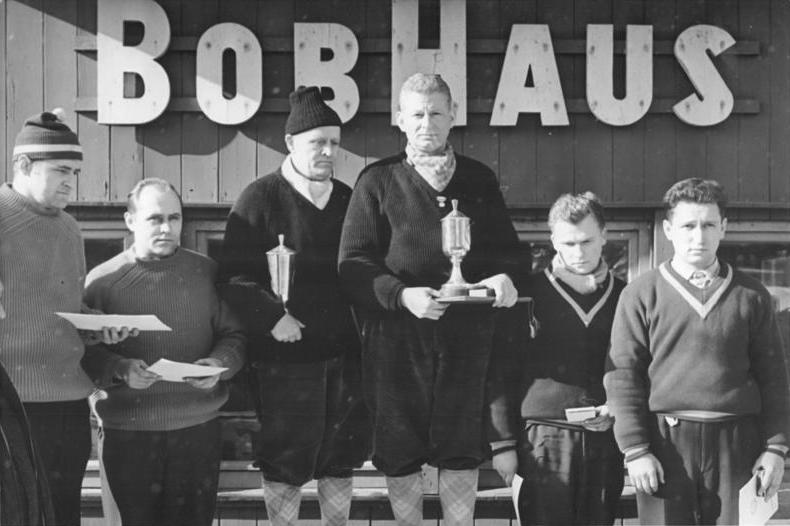
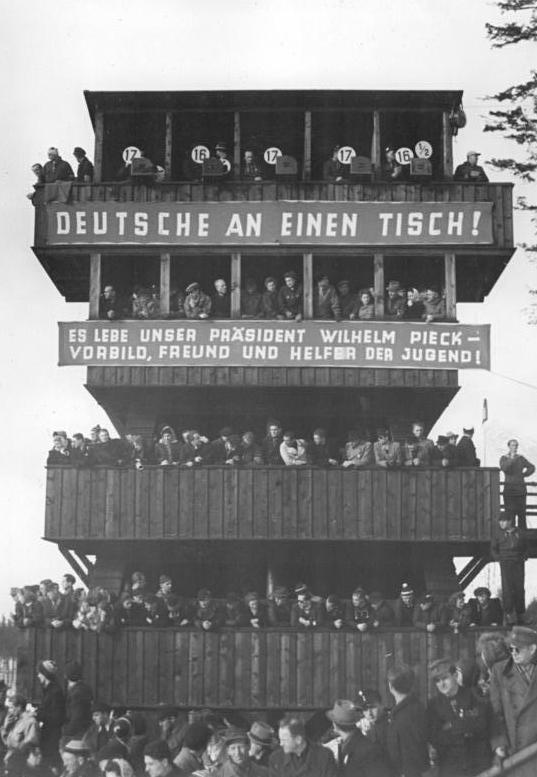
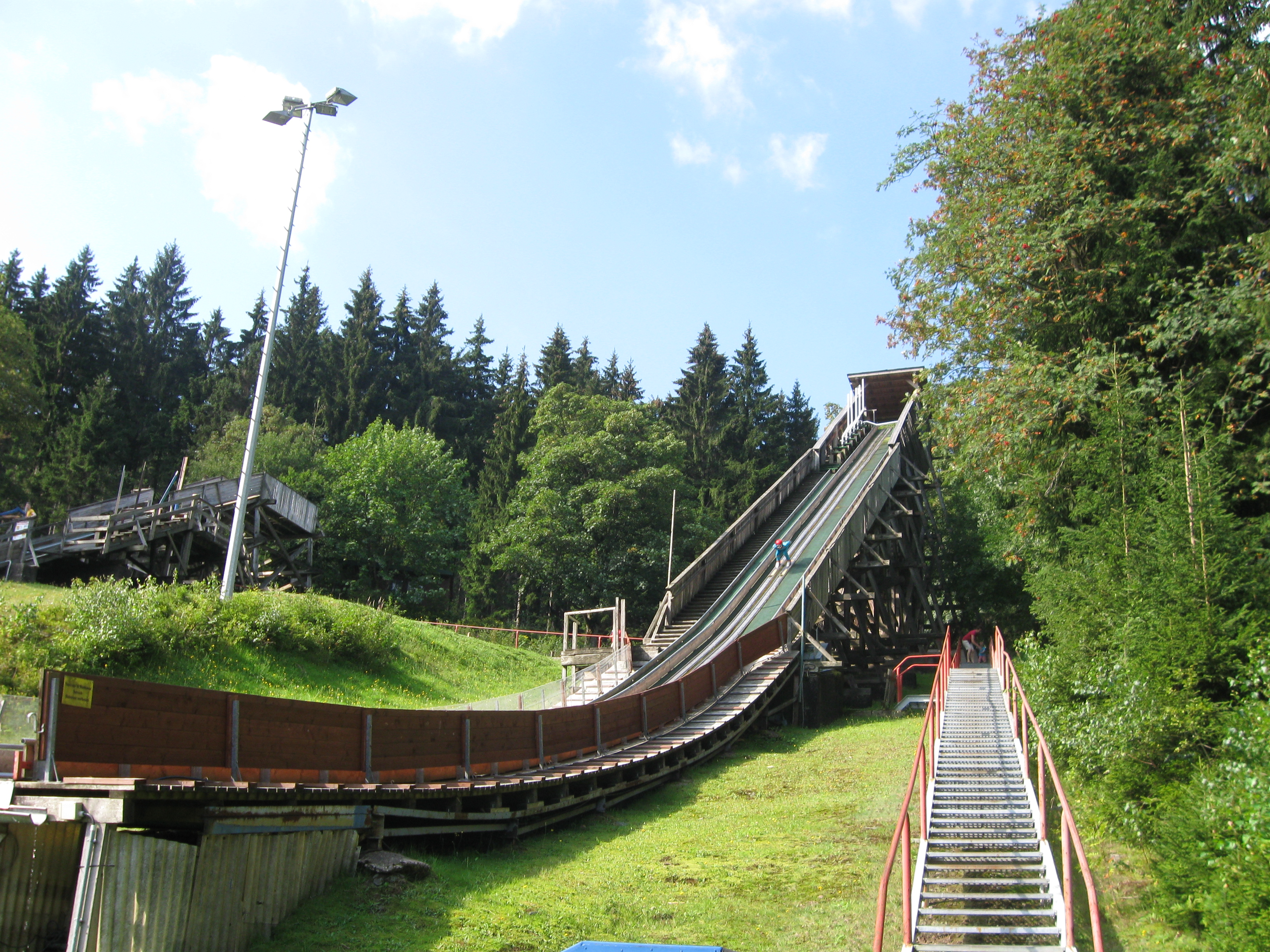

## Népesség
A település népességének változása:
| Lakosok száma | 1625 | 1634 | 1608 | 1570 | 1592 | 1681 |
|               | 2016 | 2017 | 2019 | 2021 | 2022 | 2023 |